# Konstantin II. Kilikijski
Konstantin II. (armensko Կոստանդին Բ, latinizirano: Kostandin B) ali Kostandin II. je bil v letih 1129/1130 četrti gospod Armenske Kilikije, * ni znano, † po 17. februarju 1129. 
V Rimani kroniki Male Armenije  Vahrama Edeškega je zapisano, da je bil sin Torosa I., gospoda Armenske Kilikije. On in njegov oče sta umrla leta 1129.
"Po Torosovi smrti so njegovi nasprotniki njegovega edinega sina in dediča vrgli v ječo in ga zastrupili. Oblast v Armenski Kilikiji je pripadla Torosovemu bratu Leonu..."
— Vahram Edeški: Rimana kronika Male Armenije
Drugi zgodovinarji, na primer Jacob G. Ghazarian in Vahan M. Kurkjian, namigujejo, da Toros ni imel naslednikov in da ga je nasledil Leon I.

## Vira
̈ Ghazarian, Jacob G. The Armenian Kingdom in Cilicia during the Crusades: The Integration of Cilician Armenians with the Latins (1080–1393). RoutledgeCurzon (Taylor & Francis Group), 2000, Abingdon; ISBN 0-7007-1418-9
̈ Runciman, Steven (1952). A History of the Crusades, Volume II: The Kingdom of Jerusalem and the Frankish East. Cambridge: Cambridge University Press.
| Konstantin II. Kilikijski Rubenidska dinastijaRojen: ni znano Umrl: po septembru 1129 |                                    |                    |
| Vladarski nazivi                                                                      |                                    |                    |
| Predhodnik: Toros I.                                                                  | Gospod Armenske Kilikije 1129/1130 | Naslednik: Leon I. |